# 245. strelska divizija (ZSSR)
245. strelska divizija (izvirno rusko 245. стрелковая дивизия; kratica 245. SD) je bila strelska divizija Rdeče armade v času druge svetovne vojne.

## Zgodovina
Divizija je bila ustanovljena julija 1941.